# Heather Graham

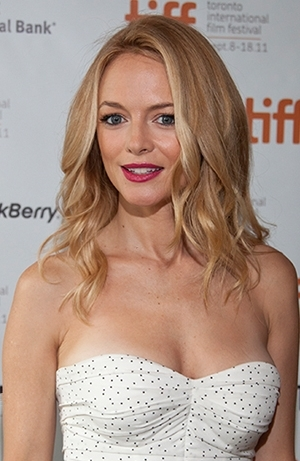
Heather Graham, 2011

Heather Joan Graham (* 29. Januar 1970 in Milwaukee, Wisconsin) ist eine US-amerikanische Schauspielerin.

## Leben

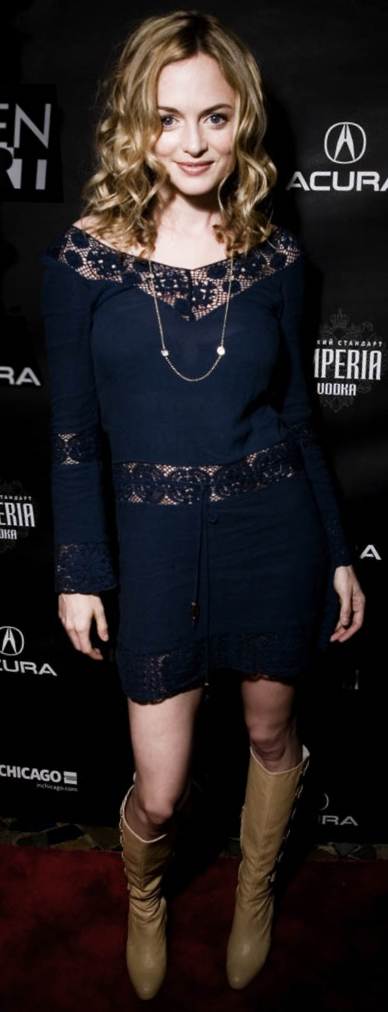
Heather Graham, 2007

Graham ist die Tochter von Joan Graham (geborene Bransfield), einer Lehrerin und bekannten Kinderbuchautorin, und James Graham, einem FBI-Agenten im Ruhestand. Sie wuchs in einem streng katholischen Haushalt auf, entfremdete sich jedoch von der Kirche. Ihre jüngere Schwester Aimee ist ebenfalls Schauspielerin.
Erste kleine Rollen übernahm Graham 1984 sowie 1987. Mit dem Erreichen der Volljährigkeit fasste Graham den Entschluss, sich ganz auf die Unterhaltungsbranche zu konzentrieren, und bekam kurze Zeit später eine Rolle in Daddy’s Cadillac (1988). Hierfür wurde sie für den Young Artist Award nominiert. Im Jahr darauf war sie  als Nebendarstellerin in Drugstore Cowboy zu sehen, wofür sie eine Nominierung bei den Independent Spirit Awards 1990 erhielt. Es folgten zahlreiche weitere Filme und Fernsehsendungen, bis sie 1997 in Paul Thomas Andersons Boogie Nights den großen Durchbruch schaffte. Graham wurde 1999 von der Entertainment Weekly zum It-Girl gekürt, der heißesten Schauspielerin der Welt. Ihr schauspielerisches Schaffen für Film und Fernsehen umfasst mehr als 100 Produktionen.
Eine ihrer bekanntesten Rolle ist die Hauptrolle der Mary Jane Kelly in dem Jack-the-Ripper-Drama From Hell (2001), wo sie an der Seite von Johnny Depp spielte.
Ihre deutsche Standard-Synchronsprecherin ist Katrin Fröhlich.

## Filmografie (Auswahl)
- 1984: Flucht zu dritt (Mrs. Soffel)
- 1987: Unser lautes Heim (Growing Pains, Fernsehserie, 2 Folgen)
- 1987: Die Herzensbrecher von der letzten Bank (Student Exchange, Fernsehfilm)
- 1988: Daddy’s Cadillac (License to Drive)
- 1988: Twins – Zwillinge (Twins)
- 1989: Drugstore Cowboy
- 1990: Ich liebe Dich zu Tode (I Love You to Death)
- 1990–1991: Twin Peaks (Fernsehserie, 6 Folgen)
- 1991: Prisoners (Guilty as Charged)
- 1991: Shout
- 1992: O Pioneers! (Fernsehfilm)
- 1992: Twin Peaks – Der Film (Twin Peaks: Fire Walk with Me)
- 1992: Ihr größter Coup (Diggstown)
- 1993: Little Jo – Eine Frau unter Wölfen (The Ballad of Little Jo)
- 1993: Even Cowgirls Get the Blues
- 1993: Das Leben – Ein Sechserpack (Six Degrees of Separation)
- 1994: Desert Winds
- 1994: Mrs. Parker und ihr lasterhafter Kreis (Mrs. Parker and the Vicious Circle)
- 1994: Generation X – Don’t do it / Eine Sommernacht in L.A. (Don’t Do It)
- 1995: Angriff aus dem Dunkeln (Toughguy)
- 1995: Perfect Crimes (Fallen Angels, Fernsehserie)
- 1995: Let It Be Me
- 1996: Bullet Hearts (Kurzfilm)
- 1996: Outer Limits – Die unbekannte Dimension (The Outer Limits, Fernsehserie, Folge 2x02)
- 1996: Kiss & Tell
- 1996: Swingers
- 1996: Angst vor Gefühlen (Entertaining Angels: The Dorothy Day Story)
- 1997: Nowhere
- 1997: Ein Mann für zwei (Two Girls and a Guy)
- 1997: Boogie Nights
- 1997: Scream 2
- 1998: Lost in Space
- 1998: Fantasy Island (Fernsehserie, Folge 1x01)
- 1999: Austin Powers – Spion in geheimer Missionarsstellung (Austin Powers: The Spy Who Shagged Me)
- 1999: Bowfingers große Nummer (Bowfinger)
- 2000: Committed – Einmal siebter Himmel und zurück (Committed)
- 2001: Ohne Worte (Say It Isn’t So)
- 2001: Seitensprünge in New York (Sidewalks of New York)
- 2001: From Hell
- 2002: Alien Love Triangle (Kurzfilm)
- 2002: Killing Me Softly
- 2002: Der Super-Guru (The Guru)
- 2002–2003: Sex and the City (Fernsehserie, 2 Folgen)
- 2003: Die Wutprobe (Anger Management)
- 2003: Hope Springs – Die Liebe deines Lebens (Hope Springs)
- 2004: Arrested Development (Fernsehserie, Folge 1x14)
- 2004: Blessed – Kinder des Teufels (Blessed)
- 2004–2005: Scrubs – Die Anfänger (Scrubs, Fernsehserie 9 Folgen)
- 2005: Wedding Bells (Cake)
- 2005: Mary
- 2006–2008: Emilys Liste (Emily’s Reasons Why Not, Fernsehserie, 6 Folgen)
- 2006: The OH in Ohio
- 2006: Bobby
- 2006: Herzensangelegenheiten (Gray Matters)
- 2006: Broken
- 2007: Adrift in Manhattan
- 2007: Have Dreams, Will Travel
- 2008: Seymour’s Last Rule (Kurzfilm)
- 2008: Alien Love Triangle
- 2008: Last Minute Baby (Miss Conception)
- 2009: Baby on Board
- 2009: Boogie Woogie
- 2009: Hangover (The Hangover)
- 2009: ExTerminators
- 2011: Scream 4
- 2011: Judy Moody und der voll coole Sommer (Judy Moody and the Not Bummer Summer)
- 2011: 5 Days of War
- 2011: Portlandia (Fernsehserie, Folge 1x06)
- 2012: Cherry – Dunkle Geheimnisse (About Cherry)
- 2012: Um jeden Preis – At Any Price (At Any Price)
- 2013: Hangover 3 (The Hangover: Part III)
- 2013: Compulsion
- 2013: Horns
- 2014: Flowers in the Attic – Blumen der Nacht (Flowers in the Attic, Fernsehfilm)
- 2014: Californication (Fernsehserie, 9 Folgen)
- 2014: Petals on the Wind (Fernsehfilm)
- 2014: Behaving Badly – Brav sein war gestern (Behaving Badly)
- 2014: Suddenly Single! Alles auf NEU (Goodbye To All That)
- 2015: If There Be Thorns (Fernsehfilm)
- 2016–2017: Flaked (Fernsehserie, 4 Folgen)
- 2016–2018: Angie Tribeca (Fernsehserie, 5 Folgen)
- 2016: Norm – König der Arktis (Norm of the North, Sprechrolle)
- 2016: My Dead Boyfriend
- 2017: Wetlands
- 2017: Last Rampage – Der Ausbruch des Gary Tison (Last Rampage: The Escape of Gary Tison)
- 2017: Law & Order True Crime (Fernsehserie, 7 Folgen)
- 2018: Half Magic
- 2018: Bliss (Fernsehserie, 6 Folgen)
- 2019: The Rest of Us
- 2018–2019: Get Shorty (Fernsehserie, 3 Folgen)
- 2020: Desperados
- 2020: Liebe garantiert (Love, Guaranteed)
- 2020: Wander – Die Verschwörung ist real (Wander)
- 2020: The Stand – Das letzte Gefecht (The Stand, Fernsehserie, Folge 1x02)
- 2021: The Last Son
- 2023: Extrapolations (Fernsehserie, Folge 1x01)
- 2023: On a Wing and a Prayer – Gefahr am Horizont (On a Wing and a Prayer)
- 2023: Suitable Flesh
- 2023: Die andere Zoey (The Other Zoey)
- 2023: Best. Christmas. Ever!
- 2023: Oracle
- 2024: The Yoga Teacher (Chosen Family, auch Regie und Drehbuch)
- 2024: Place of Bones
- 2025: Gunslingers